# Angelo Amato
Angelo Amato (8. června 1938, Molfetta – 31. prosince 2024) byl italský římskokatolický duchovní, salesián a kardinál.

## Život
Po vstupu do řádu salesiánů Dona Bosca studoval Amato katolickou teologii a filozofii. Na kněze byl vysvěcen 22. prosince 1967. V roce 1974 se stal doktorem filozofie a poté působil jako profesor dogmatiky na papežské salesiánské univerzitě. Byl zde také děkanem teologické fakulty a v letech 1997 až 2000 vicerektorem.
Už jako poradce Kongregace pro nauku víry a také Papežské rady pro jednotu křesťanů a Papežské rady pro mezináboženský dialog, ho Jan Pavel II. jmenoval 19. prosince 2002 titulárním biskupem ze Sily a stal se tajemníkem Kongregace pro nauku víry. 6. ledna 2003 přijal v svatopetrské bazilice biskupské svěcení; světitelem byl papež, spolusvětiteli Leonardo Sandri a Antonio Maria Vegliò.
Dne 9. července 2008 ho Benedikt XVI. jmenoval prefektem Kongregace pro blahořečení a svatořečení.
20. listopadu 2010 byl jmenován kardinálem jáhnem (titulus Santa Maria in Aquiro). Dne 13. října 2012 celebroval slavnostní bohoslužbu v pražské katedrále, při které bylo blahořečeno Čtrnáct pražských mučedníků. Funkci prefekta Kongregace pro blahořečení a svatořečení vykonával až do 31. srpna 2018; následujícího dne jej vystřídal kardinál Giovanni Angelo Becciu.
Dne 3. května 2021 jej papež František povýšil do hodnosti kardinála-kněze.
Zemřel dne 31. prosince 2024 ve věku 86 let.

## Galerie

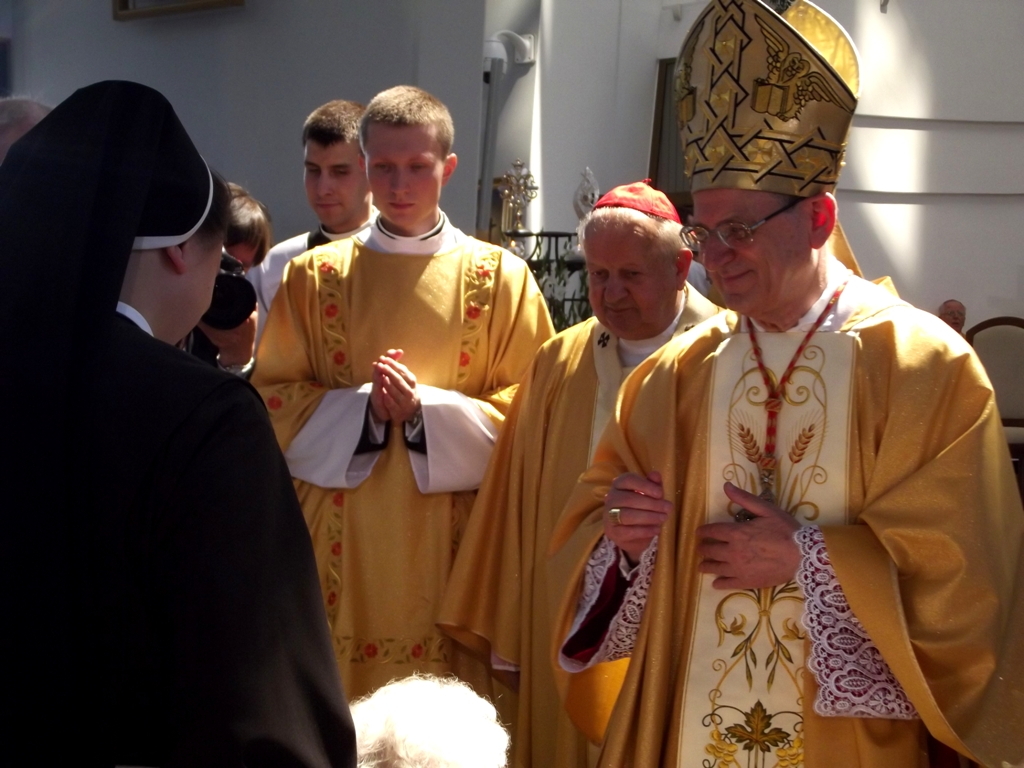
Kardinál Dziwisz (druhý zprava) a kardinál Amato (úplně vpravo)
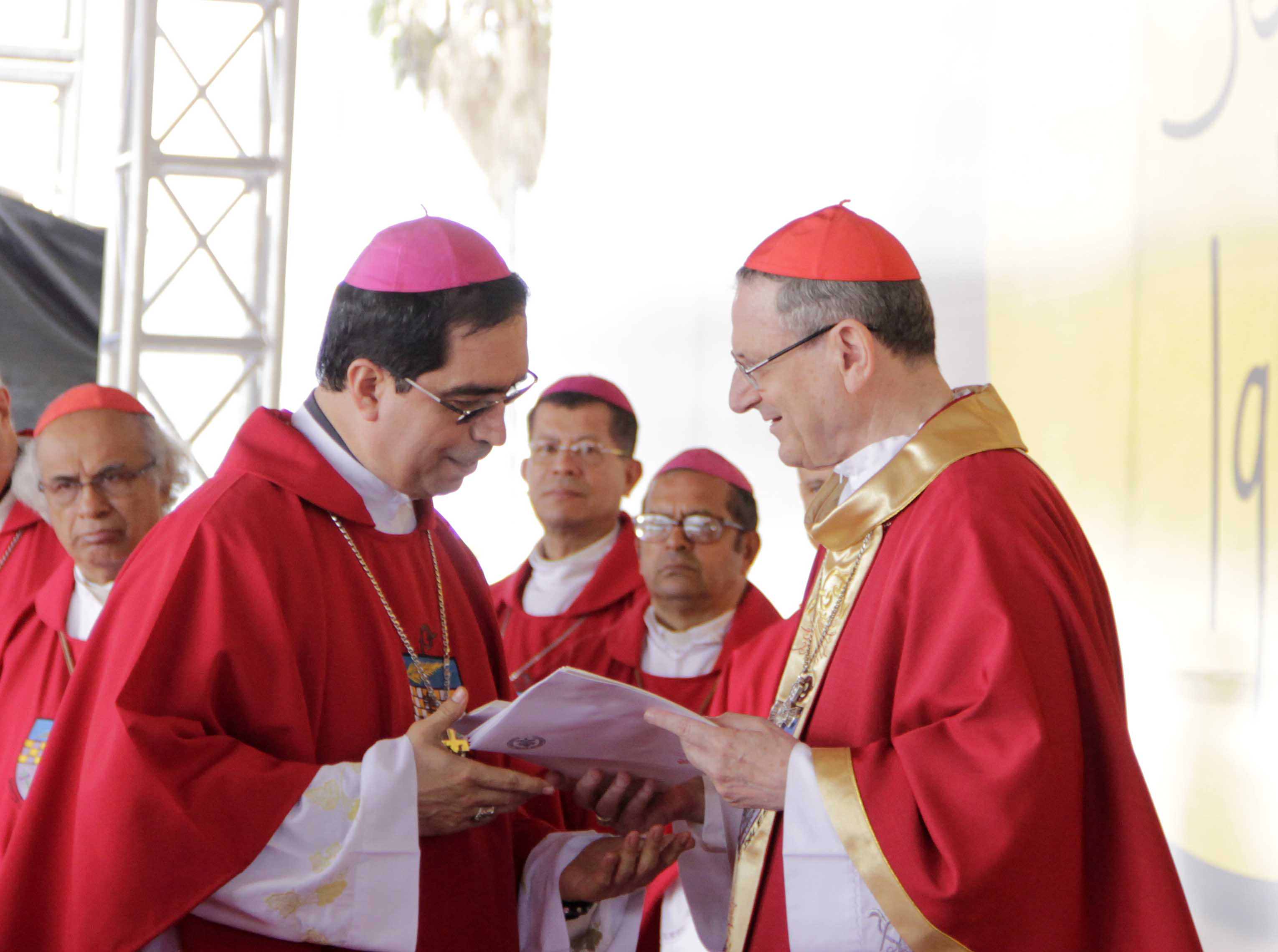
Arcibiskup Alas a kardinál Amato během kanonizace Mons. Romera